# غمارية
الغمارية (الاسم العلمي: Gammaridae) هي فصيلة من المفصليات تتبع رتبة المزدوجات الأرجل من طائفة اللينات الدرقة.

## أجناس
- الغمار